# Liu Ailing
Liu Ailing (Baotou, 2 de maio de 1967) é uma ex-futebolista chinesa, medalhista olímpica.

## Carreira
Liu Ailing integrou o elenco da Seleção Chinesa de Futebol Feminino, nas Olimpíadas de 1996, que ficou em segundo lugar. 